# Markus Gabriel
Markus Gabriel (Remagen, 6 d'abril de 1980) és un filòsof alemany i professor de la Universitat de Bonn. És conegut per haver publicat diversos llibres populars sobre temes filosòfics. Gabriel va estudiar filosofia i grec antic a Alemanya. Després de completar els seus estudis, va treballar a la New School for Social Research. Posteriorment s'incorporaria a l'equip de la Universitat de Bonn, on gestionaria la Càtedra d'epistemologia, filosofia moderna i contemporània i on és Director del Centre Internacional per a la Filosofia. Gabriel també ha estat professor convidat a la Universitat de Califòrnia a Berkeley.
El seu posicionament filosòfic actual es basa en un rebuig del materialisme i del constructivisme, bases respectivament del naturalisme científic imperant i del postmodernisme, tot definint un Nou Realisme, on defensa la complexitat, amb la co-existència d'infinites perspectives que no configuren un tot sinó una realitat múltiple.
Argumenta que el materialisme no es pot demostrar científicament, ja que confon la física de l'Univers amb el nostre concepte del tot. Defensa, com Ludwig Wittgenstein, “el món és la totalitat dels fets, no només de les coses”. Un fet pot existir sense una cosa.
El 2013 Markus va publicar Transcendental Ontology: Essays in German Idealism. A la revista Notre Dame Philosophical Reviews Sebastian Gardner va publicar que l'obra de Gabriel "és la presentació més acurada fins al moment -en anglès- del que significa l'idealisme alemany", tot remarcant la qualitat del llibre.

## Publicacions
- Der Mensch im Mythos: Untersuchungen über Ontotheologie, Anthropologie und Selbstbewusstseinsgeschichte in Schellings „Philosophie der Mythologie“. Walter de Gruyter, Berlin/New York City 2006, ISBN 978-3-11-019036-6
- An den Grenzen der Erkenntnistheorie. Die notwendige Endlichkeit des objektiven Wissens als Lektion des Skeptizismus. Karl Alber, Freiburg i. Br./München 2008. ISBN 978-3-495-48318-3
- Antike und moderne Skepsis zur Einführung. Junius, Hamburg 2008, ISBN 3-88506-649-1
- Zus. mit Slavoj Žižek: Mythology, Madness, and Laughter: Subjectivity in German Idealism. Continuum: New York/London 2009
- Skeptizismus und Idealismus in der Antike. Suhrkamp, Frankfurt a. M. 2009. ISBN 978-3-518-29519-9
- Die Erkenntnis der Welt. Eine Einführung in die Erkenntnistheorie. Karl Alber, Freiburg i. Br./München 2012. ISBN 978-3-495-48522-4.
- Warum es die Welt nicht gibt. Ullstein, Berlin 2013, ISBN 978-3-550-08010-4 (Why the World does not Exist, Polity Press, 2015, ISBN 9780745687568)[6]
  - Das Heidegger-Vehikel läuft noch recht gut, FAZ, 23. Juli 2013.
  - Radikale Mitte, Die Zeit, 24. August 2013.
  - Der Bengel-Faktor Arxivat 2016-03-12 a Wayback Machine., Jungle World, 29. August 2013.
- Fields of Sense: A New Realist Ontology. Edinburgh University Press, Edinburgh 2015, ISBN 978-0-7486-9289-7